# Python kyaiktiyo
Python kyaiktiyo là một loài rắn trong họ Pythonidae. Loài này được Zug Gotte & Jacobs mô tả khoa học đầu tiên năm 2011.

## Hình ảnh

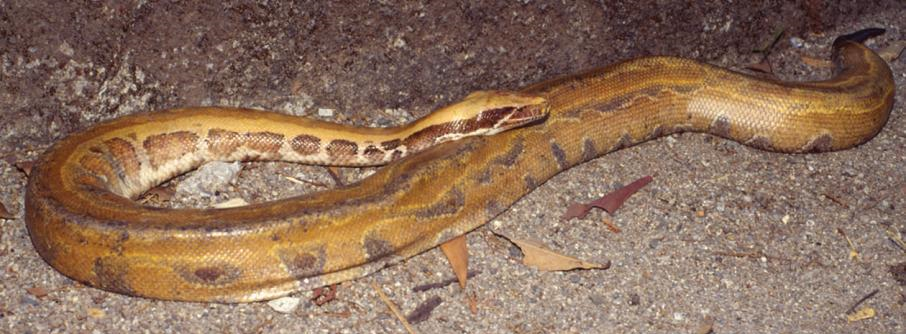